# Figurer fra Casper & Mandrilaftalen
Dette er en liste over figurer fra Casper & Mandrilaftalen – et dansk tv-sketchprogram, der blev sendt i 67 afsnit på DR2 i 1999. Listen indeholder også figurer fra andre dele af Mandrilaftalen-universet; spin-off julekalenderen Casper & Drengene fra Brasilien, specialafsnittet Fisso, tv-programmet Zulu Royal og udsendelserne Godt nytår med Casper, Lars, Lasse og Frank.

## Navngivne figurer fraCasper & Mandrilaftalen
| Navn                                    | Spillet af                                                     | Afsnit | Afsnit                                              | Beskrivelse |
| Navn                                    | Spillet af                                                     | Antal  | Numre                                               | Beskrivelse |
| --------------------------------------- | -------------------------------------------------------------- | ------ | --------------------------------------------------- | --- |
| Abraham Mamrelund                       | Sebastian Dorset                                               | 1      | 41                                                  | Starfucker. |
| Adolf Honningånde og Kuntakinte Eriksen | Lars Hjortshøj og Lasse Rimmer                                 | 1      | 61                                                  | To genstridige naboer. |
| Alf Bat                                 | Lasse Rimmer                                                   | 1      | 11                                                  | Kedelbruger med hang til hyng. |
| Alfonso Trendy                          | Frank Hvam                                                     | 2      | 36, 41                                              | Har glemt, hvorfor han er kommet i studiet. Trendy besøger Casper i studiet over flere omgange. I hans første medvirken har både Casper og Alfonso glemt hvorfor Casper havde inviteret ham. De prøver i fællesskab, at komme frem til et svar og finde ud af hvad det er Alfonso kan, vil gøre eller har gjort. De diskuterer om det er fordi han har sprunget i faldskærm, udgivet en plade eller om det måske er fordi han kan lave plastic om til guld. Dog er ingen af disse ting det som Alfonso kom i studiet for. Fjorten dage efter har Casper igen inviteret Alfonso i og med, at Casper og Alfonso nu er kommet i tanker om, at Alfonso er kommet for at fortælle om hans rejseoplevelser. Men Alfonso har glemt hvor det var han var rejst hen efter, at han var blevet træt af det danske vejr. Casper og Alfonso diskuterer derefter om det kunne være hans tur til Thailand, Månen eller Grækenland. Eller om han har været i Silkeborg eller Indonesien blandt andre. De finder denne gang frem til, at det er Alfonsos tur til Tasmanien, men det viser sig så, at det heller ikke var det emne han var kommet for at snakke om. |
| Alfred Balle                            | Frank Hvam                                                     | 2      | 64, 66                                              | Pædagog, dyrepsykolog og forfatter til lydbogen "Jeg ved hvad du tænker, hund". Alfred fortæller om og viser nye metoder til at dressere dyr. Bl.a. kan man vinde dyrs tillid ved at gnide sin underarm og albue mod dyrets forhoved. Når dyret skal tæmmes, skal man give det ordrer nedefra, f.eks. ved at man lægger sig under dyret og råber ordrer op imod dets bug og hage. Alfred fortæller desuden at krokodiller er blinde og derfor må finde vej ved at spørge isfugle til råds. |
| Ali Baba                                | Lars Hjortshøj                                                 | 1      | 5                                                   | Lektor ved Københavns Hovedbanegård. Da Casper bliver bestrålet med uran kurerer Ali Casper ved at få ham til at kigge på et løg. |
| Amant Krill                             | Lasse Rimmer                                                   | 1      | 13                                                  | Ekspert i sommertid. |
| Anne Linnet                             | Lars Hjortshøj                                                 | 1      | 64                                                  | Sangerinde og komponist på turné. |
| Apple Jack                              | Lasse Rimmer                                                   | 1      | 9                                                   | Meteorolog. |
| Arild og Abel                           | Frank Hvam og Lasse Rimmer                                     | 1      | 14                                                  | Siamesiske tvillinger. |
| Arne Hannover                           | Casper Christensen                                             | 1      | 15                                                  | Skumgummimand. |
| Beelzebub Komseda                       | Frank Hvam                                                     | 1      | 41                                                  | Skaberen af datingfirmaet Smykkeskrinet og forhenværende langtursgaffeltrucker. |
| Bent Tonse                              | Frank Hvam                                                     | 1      | 59                                                  | Mandrilseer nummer 1 milliard. Han kommer i studiet for at blive overrakt en kurv. Bent er ikke tilfreds med kurvens indhold, da han får at vide, at der i kurven mangler en paphjort. Bent Tonse siger, at han er blevet lovet en komplet kurv og mener ikke, at det batteri som Casper har lagt i kurven i stedet for paphjorten kan gøre det. Bent Tonse kræver erstatning og vil have en bil i stedet. Bent bliver mere og mere vred på Casper og vil ikke forlade studiet og kræver konstant mere og mere erstatning fra Casper. |
| Bitten & Trold                          | Lars Hjortshøj og Casper Christensen                           | 3      | 3, 6, 32                                            | Teaterduo. |
| Bjarne Goldbæk                          | Frank Hvam                                                     | 20     | 10, 11, 19-24, 26, 28, 29, 37-39, 43, 45, 47-49, 67 | Hovedpersonen i sagaen om Bjarne Goldbæk. Bjarne Goldbæk deler navn med virkelighedens Bjarne Goldbæk, en professionel fodboldspiller, men er i øvrigt slet ikke inspireret af denne. Goldbæk optræder første gang som værtsvikar for Casper Christensen, der i et afsnit martres af ikke at have samme lunhed som Finn Nørbygaard i et omfang, så han forlader sin plads ved værts-skrivebordet. |
| Bjørn Thuesen                           | Frank Hvam                                                     | 1      | 46                                                  | Hånd. |
| Bobby Palt                              | Lasse Rimmer                                                   | 1      | 15                                                  | Adoptivfar. |
| Bobotis Bombastic                       | Lasse Rimmer                                                   | 1      | 49                                                  | Hustroubadour. |
| Borger Louie                            | Frank Hvam                                                     | 2      | 52, 55                                              | Borddækker med speciale i servietfoldning. |
| Boris                                   | Casper Christensen                                             | 7      | 54-59, 67                                           | Teenager i ungdomsserien Frisbee |
| Bosse Johansson                         | John Cleese                                                    | 1      | 50                                                  | Landstræner for Danmarks herre-fodboldlandshold. |
| Brad Moonsen                            | Casper Christensen                                             | 1      | 12                                                  | Fantastisk til at arbejde med farver. Optræder med nummeret Lego Fugt. |
| Broder Salsa                            | Lars Hjortshøj                                                 | 7      | 6, 12, 17, 35, 40, 48, 67                           | Voldtægtsmand og tæppefolder. Broder Salsa er en af de få mennesker, der var sexturist på Nordpolen. Dette er han fordi han er en af de få mennesker, som tænder på ting der er magnetiske. Blev sat i fængsel for at skampule en vejrhane fordi den pegede mod nord. Det var en hård tid, og så valgte Salsa så at danne sit eget landskab af Musli! København er Kokos. Derudover har han også beskæftiget sig med foldning af tæpper som statsmænd og foldning af snor som racer. Han plejer oftest at slutte af med at knipse før han går. |
| Buffalo Shirt Pony-pony Margenititit    | Lars Hjortshøj                                                 | 1      | 66                                                  | Tidligere bokser med begge fødder forrest, der senere blev Den utømmelige twister - et dansende kanonslag af en frækkert. Han er i stand til at danse med et levende egern på brystet. |
| Burrito Snille                          | Lasse Rimmer                                                   | 1      | 42                                                  | Dietist. |
| Bølle Bob                               | Anders Matthesen og Uffe Holm                                  | 1      | 67                                                  | Han er sjov, og han er grov. |
| Bøllemis                                | Lars Hjortshøj                                                 | 1      | 54                                                  | Deltager i Millionærquizzen. |
| Casey og Jürgen Klins                   | Lars Hjortshøj og Lasse Rimmer                                 | 1      | 64                                                  | Dansetrup fra Tyskland, der oplevede Murens fald. |
| Casper                                  | Casper Christensen                                             | 67     | 1-67                                                | Programmets vært. Figuren udspringer fra - og spilles af - virkelighedens Casper Christensen. |
| Chris Super-diarrhea                    | Lars Hjortshøj                                                 | 1      | 30                                                  | |
| Chuck Tennyson & China-Pete             | Lars Hjortshøj og Lasse Rimmer                                 | 1      | 65                                                  | Jægersoldater og joviale mordere. Tennyson og Pete gæster programmet for at fortælle om deres oplevelser fra deres tid i jægerkorpset, samt hvordan man sikrer tryghed hos mordofre umiddelbart før de myrdes. |
| Kjartan Johnnysdottir                   | Lasse Rimmer                                                   | 1      | 7                                                   | Momsspekulant i mejeriprodukter. |
| Cillas Wik Wik                          | Frank Hvam                                                     | 1      | 18                                                  | Slangetæmmer. |
| Claes (Jens) Jakob Baumspielser         | Lars Hjortshøj                                                 | 3      | 3, 4, 44                                            | Bilforhandler og komponist. Går under navnene Claes (afsnit 3 og 4) og Jens (afsnit 44). Komponerede kendingsmelodien fra "Her er London". Det tog ham og 60 mand, et sted imellem 12 sekunder og 4 år, at færdiggøre melodien. Usikkerheden skyldes at han også har været meget syg. |
| Claes Gynhjalter                        | Frank Hvam                                                     | 1      | 14                                                  | Formand for organisationen Dyrenes Hven og kommer selv fra Hven. Han taler for bedre transportforhold til slagtebier. Han erkender afslutningsvist, at han er "skingrende sindssyg". |
| Claudius Mendelssohn                    | Frank Hvam                                                     | 1      | 40                                                  | Benægter alt. |
| Clausen                                 | Frank Hvam                                                     | 8      | 27-34                                               | Figur i Huset på Christianshavn. |
| Conan Lurbakke                          | Frank Hvam                                                     | 1      | 8                                                   | Conan Lurbakke er en handicappet mand, som gæster programmet. Conans handicapp ligger i, at han overhovedet ikke er i stand til at huske noget som helst. Casper er nødt til at gå ud bag kulisserne for at få hjulpet Conan ind i studiet, fordi Conan ikke selv ved, hvor han er, og hvor han skal hen. Faktisk ved han ikke engang, om han er Conan Lurbakke. Conan forsøger at komme overens med sit handicap ved at sætte noter på sig selv og andre. På nogle af Conans mange noter står blandt andet "Niels er din bedste ven", "3 år i morgen" og "Afghansk Andenpræmie". Inspirationen til navnet Conan kom fra den fiktive karakter Conan the Barbarian, og fordi Casper Christensen syntes, at navnet var sjovt. Christensen har nævnt, at navnet også havde optrådt i et nytårsshow, som han lavede med Jan Gintberg, hvor en person med navnet Conan vandt i MandagsChancen. |
| Cornelius Heinesen                      | Lasse Rimmer                                                   | 1      | 10                                                  | Viser, hvordan man gør en cykel forårsklar. |
| Dadadaah                                | Frank Hvam                                                     | 1      | 25                                                  | Lider af præstationsangst. |
| David Hasselhof                         | Lasse Rimmer                                                   | 1      | 17                                                  | David Hasselhof er rock and roll revisor for mange af de store danske kunstnere. Han har det meste af Henning Stærk og en lille smule af Don Johnson som kunder. Han deltager i et interview hvor han kommer med tips og tricks til hvordan den almindelige dansker kan spare penge. Et eksempel er, hvis man køber guldstrenge til sin steel guitar, kan man trække 30 kroner fra for hvert kilo man vejer mere end Jes Dorph Petersen. |
| David Mellemtech                        | Lars Hjortshøj                                                 | 1      | 48                                                  | Tøjgartner. |
| Det nye Linie 3                         | Casper Christensen, Frank Hvam og Lasse Rimmer                 | 1      | 27                                                  | Det nye Linie 3. |
| Dennie Kennels                          | Lasse Rimmer                                                   | 1      | 12                                                  | Charcuterie-entertainer. |
| Dennis Pelvis                           | Frank Hvam                                                     | 1      | 66                                                  | Frankrigsekspert og royalist, der gæster programmet med den opfattelse at han er blevet inviteret ind for at tale om vine. Imidlertid mener Casper at det er meget vigtigere at få en forklaring på hvorfor Prins Henrik er iført nylonstrømper til en barnedåb. |
| De tres tenorer                         | Lasse Rimmer                                                   | 1      | 51                                                  | Casper har ved et lykketræf truffet aftale med De Tres Tenorer, der vil gæste studiet for at synge temaet fra "Dick Turpin -- den gode landevejsridder". Imidlertid udebliver 59 tenorer fra arrangementet, som den eneste fremmødte tenor forklarer: "De-øh... Sidder fast i trafikken. Så er der også nogle, der er hjemme hos Otto Brandenb[o]rg!" |
| De tre vise strandsten                  | Frank Hvam, Lars Hjortshøj og Lasse Rimmer                     | 1      | 55                                                  | Tre vise strandsten. Jeffersen, Dylan og Sir Henry/Ivanhoe. De har røget hashish. |
| Didrik Amundsen                         | Lars Hjortshøj                                                 | 1      | 4                                                   | 34-årig quizdeltager i quizzen "Klar, Parat, Spar!", hvor det gælder om at skjule 25-ører i forskellige kropsfolder. Amundsen er medlem af Søren Kasters fanklub, som er en fanklub bestående af præcis 19 millioner (inklusiv alfer). Han er fra Rønne og når han ikke kapper hovedet af vaneforbrydere, bruger han sin fritid på at blende rodfrugter eller på at redigere og udgive sine egne religiøse pamfletter. |
| Didrik Motocross                        | Lasse Rimmer                                                   | 1      | 44                                                  | Opvokset i et døvekollektiv. |
| Dieter Ponyhof                          | Frank Hvam                                                     | 1      | 34                                                  | Berømt tysk komiker. Optræder med nummeret Nazi Stuhl. |
| Dino Stram                              | Lars Hjortshøj                                                 | 2      | 61, 62                                              | Dino Stram besøger Casper i alt to gange. Første gang Dino Stram er i studiet er det fordi barn nr. seks milliard blev født dagen før. Dino er nemlig selv barn nr. fem milliard. Dino fortæller Casper hvordan Dinos mor kæmpede for, at Dino skulle få æren af at være barn nr. fem milliard og at hun blandt andet var drægtig i to år. Da Casper spørger indtil hvad det har gjort for Dino svarer han, at det har hjulpet ham med at få fisse. Dino besøger senere programmet igen, da det viser sig, at han slet ikke er barn nr. fem milliard, men barn nr. hundrede tusinde og denne gang fortæller Dino, at han er med i Shu-Bi-Dua. |
| Djernis Halland                         | Jan Gintberg                                                   | 1      | 54                                                  | Venlig opfinder. |
| Doktor Metcalfe                         | Anders Matthesen                                               | 4      | 10, 22, 24, 29                                      | Mandrillens huslæge, der altid kommer løbende med hænderne fulde af rekvisitter og konstant refererer den kontemporere tv-serie "Taxa". Dr. Metcalfe kurerer Casper med bi-røg og en "lille dåse tun". Sidstnævnte menes også, ved gnidning, at kunne kurere Bjarne Goldbæk for dennes morderiske tendenser, Som ekspertvidne i sagen Christensten v. Goldbæk, medbringer han "Sandhedskiwien", som tvinger den, der holder den, til at tale sandhed. Det røbes, at han bl.a. er kvaksalver og impotent i store forsamlinger. Han går også under navnet Pepe. |
| Dommer Keith                            | Lars Hjortshøj                                                 | 1      | 24                                                  | Dommer i retssagen Casper Christensen mod Bjarne Goldbæk. |
| Donnerdanserne                          | Casper Christensen, Frank Hvam, Lars Hjortshøj og Lasse Rimmer | 1      | 57                                                  | Medvirker i et klip fra deres opsætning af tv-musicalen Fame. |
| Drengen Ortmann                         | Frank Hvam                                                     | 3      | 58, 62, 63                                          | Inkompetent linedanser og klovn. Utålmodig i forbindelse med at opnå Christensens anerkendelse af sine evner som entertainer. Ortmann har tydeligvis ikke øvet sig på sine numre; han går på sjippetov lagt på gulvet, og bruger tørkage i stedet for flødeskum i sin komik. |
| Dubas Kreutz Delmenhorst                | Lars Hjortshøj                                                 | 1      | 43                                                  | Elastikmand. |
| Dåsen Allan                             | Lasse Rimmer                                                   | 5      | 8, 9, 10, 11, 28                                    | Talende løg. Casper inviterer ham i studiet for at lave indslag til de børn, der måtte se med. Som regel ender det med, at han fortæller lidt om, at nogen eller noget skal "skides i munden". Inspirationen til figuren kom fra Casper Christensens folkeskoleår. Christensen havde en klassekammerat ved navn Allan, hvis mor altid tiltalte ham "lille Allan!", når hun skældte ham ud. |
| Ebbe Karlmeyers (og unavngiven figur)   | Casper Christensen og Lars Hjortshøj                           | 1      | 22                                                  | Skyggespiloptræder der har lavet det pragtfulde skyggespil "Fyldt eller forladt" |
| Ebenezer Kvasthval                      | Lars Hjortshøj                                                 | 1      | 42                                                  | Genert model. |
| Edgar                                   | Lars Hjortshøj                                                 | 1      | 63                                                  | Mandrilstudiets varmemester. Hænger på skulderen af Christensen og gennemgår varmeanlæggets funktionalitet: En blok kokkepigepalmin presses gennem et album-cover fra det irske band Boyzone. Edgar forklarer at denne proces skaber friktionsvarme, der opvarmer studiet. Hævder også at have trukket Bilka igennem Boyzone ved en tidligere lejlighed. |
| Eduardo Havanna Goebbels                | Lasse Rimmer                                                   | 1      | 4                                                   | 21-årig quizdeltager i quizzen "Klar, Parat, Spar!", hvor det gælder om at skjule 25-ører i forskellige kropsfolder. Goebbels er medlem af Søren Kasters fanklub, som er en fanklub bestående af præcis 19 millioner (inklusiv alfer). Underviser Anholts gadebørn i svensk origami og er i stor narkogæld grundet amfetaminmisbrug. |
| Eiler Torps Nemmerlig                   | Lasse Rimmer                                                   | 1      | 21                                                  | Tidligere ejendomsmægler, der fik en erotisk åbenbaring ved at opdage en fugtskade i et rækkehus. Nemelig har siden optrådt i hele landet som en slags fugterotikkens apostel og er blevet Mosgaardsmuseets faste huskunstner. |
| Egern                                   | Frank Hvam, Lars Hjortshøj og Lasse Rimmer                     | 2      | 49, 51                                              | En flok egern, som værtsfiguren Casper ansatte som erstatning for 1. sæsons tv-hold. Egernene har en tendens til pludseligt at synge Cirkeline har fødselsdag, mange gaver hun får. |
| Egon Cervezas Por Favor                 | Lasse Rimmer                                                   | 1      | 33                                                  | Gysets mester. |
| Einer Brobrille                         | Frank Hvam                                                     | 1      | 30                                                  | Fremviser en pind, der er i stand til at finde alting. Pinden har bl.a. hjulpet Brobrille med at finde 37 kilo guld, som dog lå en milliard kilometer nede i jorden. |
| Elmo Gottlieb Våge                      | Lars Hjortshøj                                                 | 1      | 26                                                  | Kom ind for at fortælle om sin vilde arm som han ikke selv kunne styre. Armen var dækket til med pap, for at man ikke skulle genkende den. Armen havde blandt andet rakt hånden op i timerne, uden at han selv vidste hvad han skulle svare, onaneret på et kommunebibliotek, ikke gået med handsker om vinteren og så har den holdt en fremmed mand i hånden. |
| Elias Pottestepper                      | Lasse Rimmer                                                   | 1      | 17                                                  | Foreningen Mænd uden grænser. |
| Emma                                    | Lasse Rimmer                                                   | 1      | 27                                                  | |
| Erik Toftgård Nielsen                   | Frank Hvam                                                     | 1      | 54                                                  | Medvirker i en reklame for alfabetblod. En af få navngivne figurer fra programmets reklamer. |
| Falckredderen Ragamuffin                | Frank Hvam                                                     | 4      | 49-52                                               | Falckredder. |
| Fax Flora                               | Frank Hvam                                                     | 1      | 44                                                  | Åndelig stripper og forfatter til bogen Ensomhed - dit navn er diskokugle. Flora udleverer sig selv i sin kunst, og inrømmer også at have ekshibitionistiske tendenser, da han fx kan finde på at springe frem fra sit skjul og højlydt afsløre sit pinligt lave studentergennemsnit for folk. |
| Filip Jut                               | Frank Hvam                                                     | 1      | 37                                                  | Offer for kopist. |
| Filippo Levian                          | Frank Hvam                                                     | 1      | 53                                                  | Hi-fi-ekspert og fodboldnarkoman. Optræder med Closing Kitty Club; en dommedagsprofeti illustreret kun ved hjælp af puder. |
| Finn Nørbygaard & Finn Nørbygaard       | Frank Hvam og Lasse Rimmer                                     | 1      | 10                                                  | Fortæller en morsom vittighed om forskellen på jyder og københavnere. |
| Fine Albert                             | Frank Hvam                                                     | 1      | 38                                                  | Ekspert i mobning. |
| Fissirul Lohmann                        | Lars Hjortshøj                                                 | 4      | 53, 55, 61, 67                                      | Blev TV2's chef, blev fyret af TV 2 og blev så ansat på Louisiana. Lohmann dukker op, da TV2 angiveligt skal have ny chef. Her stiller Lohmann op som kandidat, med mange gode ideer til, hvad der skal sendes på TV 2. Eksempler omfatter "Knep Bubber", hvor man "så kunne gøre det på tid", og ellers noget med en rumraket og "bare patter oppe i rumraketten", med Claus Elgaard som vært og Bubber i vægtløs tilstand. Senere, i afsnit 61 har Fissirul tegnet rundt om sin egen hånd med tusch (Casper spørger lige en ekstra gang "med hvad siger du"). Fissirul elsker tuscher og bruger altid tusch og har tænkt at få tatoveret sin tusch-tegning rundt om hånden. |
| Flemming Kirchhüner                     | Lars Hjortshøj                                                 | 1      | 51                                                  | |
| Flemming Timmernik                      | Lasse Rimmer                                                   | 2      | 36, 45                                              | Ubeslutsom hiphopper og forfatter. Interviewet med Timmernik går mestendels med at denne ikke kan beslutte sig for et hiphop-navn, og derfor kan Christensen ikke komme videre med sine spørgsmål. Slutteligt får han afsløret at han ikke er den egentlige forfatter til bogen for blinde hiphoppere, men at han da har tænkt sig at skrive "Tilhører MCGløgg eller MCMowgli" udenpå den. |
| Frans                                   | Lasse Rimmer                                                   | 7      | 54-59, 67                                           | Teenager i ungdomsserien Frisbee |
| Fridtjof Kragemost                      | Lars Hjortshøj                                                 | 1      | 19                                                  | |
| Fyrst Walther                           | Frank Hvam                                                     | 1      | 38                                                  | Studievejleder. Han er i studiet for at tale med Casper om, hvad han kan blive efter tv. Alle Caspers forslag, herunder at blive Susse Wold eller Zarens kurér bliver afslået. Walter foreslår, at Casper bliver et ringbind. |
| Gentleman Finn                          | Frank Hvam                                                     | 7      | 29, 35, 39, 43, 45, 47, 48                          | Identitetsforvirret gentleman. Finn blev interviewet gentagne gange af Casper Christensen, fordi han var begyndt på noget nyt i sit liv. Han har fx optrådt som nazist, satanist, pædofil, voldtægtsmand, homoseksuel, TV 2-ansat, samt asiat (da han skal drage med Pelle Klumpfeber og Broder Salsa til Kina). Finn kunne ikke se noget i galt i det han gjorde, da hans projekter jo blev støttet af kommunen og beskrevet i mange ringbind. I alle interviewene fik Casper overbevist Gentleman Finn om, at man ikke må gøre andre ondt, dog er episoden hvor Gentleman Finn er blevet ny TV 2-ansat stik modsat. Ifølge Frank Hvam er Gentleman Finns inderste ønske at være stueren. Hvam mener også, at det er Finns evne til simultant at være ond og imødekommende, der gør ham til en sjov figur. |
| Gerda                                   | Casper Christensen                                             | 5      | 36-39, 47                                           | Hennings hjertes kære |
| Gigi Epstein                            | Lars Hjortshøj                                                 | 1      | 50                                                  | Fantomtegner. Gæster på eget initiativ programmet, med det formål at give seerne sit bud på Lillaprinsens kontrafej på forskellige alderstrin, i takt med at denne bliver voksen. Casper bliver vred på Gigi, da tegneren på eget initiativ tegner prinsen iført nederdel; for som Gigi udtaler "...det synes jeg er så pænt til én på 36!" |
| Graham Celvin                           | Lasse Rimmer                                                   | 1      | 63                                                  | Har åbnet en sushi-restaurant på toppen af Kilimanjaro. |
| Grenen Kim                              | Lasse Rimmer                                                   | 1      | 62                                                  | Træet som Kronprins Frederik plantede til fordel for foreningen Plant et træ. |
| Grytte Pytte Kytte                      | Lars Hjortshøj                                                 | 1      | 41                                                  | Arkæolog. |
| Gunnar Jeppe                            | Lasse Rimmer                                                   | 1      | 28                                                  | Folkekær visesanger. |
| Gunrack                                 | Lasse Rimmer                                                   | 1      | 50                                                  | Indeholder score-replikker fra 1980'erne. |
| Miss Sweethart                          | John Cleese                                                    | 1      | 50                                                  | Gunrack-reparatør |
| Gusser Odderskov Vest                   | Lasse Rimmer                                                   | 1      | 26                                                  | Ejer af et mintvaskeri i Herning. |
| Gynther Renouard                        | Frank Hvam                                                     | 1      | 58                                                  | Gynter Renouard gæster studiet for at fortælle om hvordan han er vant til, at blive afvist. Gynter er selvstændig erhvervsdrivende og børnelokker. Gynther er vant til, at blive afvist af børnene og det er hvad Casper snakker med ham om. Under interviewet fortæller Gynther blandt andet, at han lokker med rosenkål og vitaminpiller og, at nogle af de ting han kan finde på, at sige til børnene er fx "Vil du med ned og totalrenovere en landejendom på Als?". |
| Gøkhan Appel                            | Lars Hjortshøj                                                 | 1      | 42                                                  | Verdens mindste mand. Han bor i en plastik kop. Han har kneppet Cirkeline uden, at hun kunne mærke det. Han vil ikke erkende sin størrelse. |
| Harntley & Kreiler                      | Frank Hvam og Lars Hjortshøj                                   | 1      | 19                                                  | To tyske sexforskere, der er i studiet for at demonstrere tre nyopfundne sexstillinger. |
| Harley Løvstik                          | Frank Hvam                                                     | 1      | 53                                                  | Harley Løvstik har udgivet bogen "Sådan er der mange af de gamle sange som vi kender, der rent faktisk oprindeligt har en anden ordlyd, en anden tekst". Han fortæller bl.a. at han har fundet de originale sangtekster hos munkene i Tibet som han har boet med siden han var ung. I løbet af interviewet går det dog hurtigt op for Casper at Harley Løvstik har forvekslet munke i Tibet med Papa Bue's Viking Jazz Band. |
| Hasle Ryberæv                           | Anders Matthesen                                               | 1      | 35                                                  | Ryberæv er gæster programmet for at tale om sine oplevelser med racisme. Ryberæv er andengenerationsindvandrer fra Sverige. Hans forældre kom til Danmark i 1972 for at søge lykken. Ryberæv beretter med foudrettethed i stemmen at det viste sig at der ikke var brug for typer som hans far i det danske samfund -- trods dennes evne til at sige som en ren. Ryberævs far ender med at skyde tusind spejdere med sin jagtriffel, da han lider af angst for bævere. Ryberævs mor havde andereldes succes ved at fortsatte sin hidtidige praksis med at plukke bær, samle tørv og indspille pornofilm. Ryberæv føler sit svenske ophav negligeret, bl.a. fordi han ikke må snitte på sin hørkarrusel i s-toget -- eller have sin harmonika med på diskoteker. Ryberæv synes selv, at han er dansk – "tyttebærdansk" ifølge ham selv. Interviewet afsluttes ved at Casper tilbyder ham en hvid sten, som enhver svensker skal gøre noget for, at gøre sig fortjent til. Sidstnævnte er en reference til den svenske tv-serie fra 1973 "Den Vita Stenen".                                                                                         |
| Hassan                                  | Frank Hvam                                                     | 1      | 36                                                  | |
| Hassefar                                | Frank Hvam                                                     | 1      | 56                                                  | Offer for sexchikane. |
| Hector Strix                            | Lasse Rimmer                                                   | 1      | 31                                                  | Hverdagsdanser. |
| Henning                                 | Frank Hvam                                                     | 4      | 36-39                                               | |
| Henning Ingenlunde                      | Lars Hjortshøj                                                 | 1      | 18                                                  | Parodierer kendte altaner. |
| Hermes Tundra                           | Lasse Rimmer                                                   | 1      | 51                                                  | Navneterapeut. Designer og sælger kælenavne. Har engang fundet på navnet "Snittepølsen" -- der efter hans eget udsagn har øget sandsynligheden for at Anwar Sadats kone kan overtale denne til at "skifte sandet i kattebakken". |
| Herold Bonfils og Katy Bødtger          | Frank Hvam og Lasse Rimmer                                     | 1      | 60                                                  | Skorstensfejer og hyrdinde. |
| Hoder Hotlips Slidske                   | Lasse Rimmer                                                   | 1      | 33                                                  | Konstruktør. |
| Horst Rema Nulnix                       | Lasse Rimmer                                                   | 1      | 24                                                  | Danser i pomfritter. |
| Hovedet i bordet                        | Anders Lund Madsen                                             | 1      | 59                                                  | Klog på 3D. |
| Humphrey Desmond Tutu                   | Lasse Rimmer                                                   | 1      | 27                                                  | Humpfrey Desmond Tutu er kritiker. Han klager over, at Casper hetzer sine gæster. Han får et minuts taletid til at få renset luften og give Casper en dosis af sin egen medicin, hvilket han bruger på en smædevise i to enslydende vers: "Casper han er homoseksuel, han dyrker seksuelt samkvem med sig selv og hans kone hedder Keld". Casper modtager derefter et opkald fra sin farmor, der vil høre, hvor vidt han er blevet homoseksuel. Interviewet ender med, at Humfhrey spørger efter Caspers autograf, hvilket han afslår. Hovedelementerne i sketchen er referencer til 1990'ernes kritik af Casper Christensens påståede grove humor, samt et callback til Caspers tidlige tv-karriere, hvor han havde en værtstjans på Danmarks Radio i børneprogrammet Hvaffor 1 hånd, hvori et af de faste indslag var, at Caspers hans far ringede ind med irettesættende formaninger til det han foretog sig i det pågældende afsnit. |
| Ibiza Polar                             | Lars Hjortshøj                                                 | 1      | 66                                                  | Lider af forvrænget virkelighedsopfattelse. Ibiza oplever Casper sige noget andet end vi gør, typisk noget, der lyder kinesisk. Ibiza svarer derefter. |
| Idéernes Venner                         | Casper Christensen, Frank Hvam, Lars Hjortshøj og Lasse Rimmer | 3      | 5, 8, 23, 26                                        | Forening, der vejleder forbrugerne i bedre at udnytte de ting, de har i forvejen. Foreningen består af de fire medlemmer: Angelica Houston, Skat Henningsen, Steffen Bep og Torben Eller Murmark. |
| Ingemar Hildelyst                       | Frank Hvam                                                     | 1      | 67                                                  | Har boet i et Ikea-skab hele sit liv og har derfor haft svært ved at møde damer. Casper får ham overtalt til at komme ud af skabet, men fortryder det straks da han ser Ingmars ansigt, som er dækket af cornflakes. |
| Isak                                    | Anders Matthesen                                               | 1      | 4                                                   | Præsenterer quizdeltagerne i quiz-programmet Klar, parat, spar!. |
| Isak Spas                               | Lasse Rimmer                                                   | 1      | 9                                                   | New Age-fakir. |
| Ivar Urd                                | Frank Hvam                                                     | 1      | 55                                                  | Frivillig (og meget træt) indsamler. Retter gentagende gange "en hjerteskærene appel" til seerne. |
| Jake Ritterband                         | Frank Hvam                                                     | 1      | 45                                                  | Værtaspirant. |
| Jakob Majkilde                          | Lasse Rimmer                                                   | 1      | 3                                                   | Våbensælger. |
| Janni Henrik                            | Lasse Rimmer                                                   | 1      | 59                                                  | Boksepromoter. |
| Jarl Fonbørs                            | Frank Hvam                                                     | 1      | 64                                                  | Vægtløs og ansvarlig for at flytte studiet en centimeter til højre. |
| Jean Carlo                              | Sebastian Dorset                                               | 1      | 39                                                  | Sigøjner. |
| Jean Tim & Jean Per                     | Lars Hjortshøj og Lasse Rimmer                                 | 1      | 65                                                  | Sminkører. |
| Jeff Denkendorff                        | Frank Hvam                                                     | 1      | 40, 51                                              | Vejrvært. |
| Jens Jackson                            | Frank Hvam                                                     | 1      | 11                                                  | Ubådskaptajn og fan af tv-serien Taxa. |
| Jeppe Vælling                           | Frank Hvam                                                     | 3      | 17, 23, 26                                          | Produktiv rockmusiker. Hele Danmarks nationalskjald, der ugen op til et besøg hos Casper har udgivet 27 plader. Én af hans mest populære plader hedder "To Spandauere og En Lille Liter Let", der er nr. 4 på Helses hitliste. |
| Jericho Lala                            | Lars Hjortshøj                                                 | 2      | 21, 40                                              | Detektiv. Han er en uhyre hurtig fantomtegner og bruger interflora som database. |
| Jimbo                                   | Lars Hjortshøj                                                 | 3      | 63-65                                               | Deltager på guideskolen |
| Jimmy Naller og Bauditz                 | Anders Matthesen og Lars Hjortshøj                             | 1      | 22                                                  | Naller er kropsforsker og har taget en ven med. De skal sammen forsøge at hjælpe Casper til at sidde ordentligt. |
| Joakim Tüttel                           | Lasse Rimmer                                                   | 1      | 6                                                   | Multiportokunstner. |
| Joe Alex                                | Lars Hjortshøj                                                 | 1      | 34                                                  | Tidsrejsende. |
| Johannes Hot                            | Frank Hvam                                                     | 1      | 15                                                  | Udbryderkonge. |
| Johannes Ludvig                         | Frank Hvam                                                     | 1      | 31                                                  | Danseekspert. |
| John Gringo                             | Lasse Rimmer                                                   | 1      | 66                                                  | Verdens mest populære mand. Ifølge ham selv skyldes hans store popularitet, at han har tv-reklamerne i ryggen. Ualindeligt utiltalende og provokerende. Knipser sine fingre lige op i Christensens ansigt flere gange. |
| John Datsun                             | Frank Hvam                                                     | 1      | 11                                                  | Født som et HFI-relæ. Kan overfære sin sjæl til helt tilfældige genstande. |
| John Delaware                           | Frank Hvam                                                     | 1      | 27                                                  | Målgruppeforsker. |
| Jon Bon Jovi                            | Frank Hvam                                                     | 1      | 57                                                  | Forklædt som Rick Astley og Sting. |
| Josef Kammerly                          | Lars Hjortshøj                                                 | 1      | 52                                                  | Alternativ behandler. |
| Josti & Steffen                         | Casper Christensen                                             | 6      | 14-19                                               | Hånddukker med ualmindeligt dårlige retoriske evner. |
| Julius Hazard                           | Frank Hvam                                                     | 1      | 28                                                  | Julius Hazard er en købmand som efter, at have haft et overskud af bacon på sit lager har ændret sin livsstil på drastisk vis. Casper har inviteret Julius Hazard for at snakke med ham om denne handling. Julius er nemlig blevet baconhoved. Julius er frygtelig ked af sit valg og starter interviewet med at fortælle Casper, at han har fortrudt. Casper prøver, at opmuntrer Julius, men uden den store succes. Julius føler sig ikke respekteret af samfundet, hvilket han blandt andet føler på forældremøder. Casper trøster Julius og de finder snart ud af, at Julius har et skjult talent – han har nemlig rytme! Og det er noget folk godt kan lide mener Julius, så Julius går glad fra studiet. |
| Jørgen Gungading                        | Lasse Rimmer                                                   | 1      | 40                                                  | Lider af kronisk ironi. |
| Kenan Pløs                              | Lasse Rimmer                                                   | 1      | 11                                                  | 22 år gammel og ufaglært snedker. Medlem af UFO-kulten De Himmelse Kusiners Ferieudflugt. Stenbuk. |
| Kenneth                                 | Lasse Rimmer                                                   | 1      | 2                                                   | Niels Jørgen Steens lillebor og mor til Tina Turner. |
| Kenneth Kiwistone                       | Lars Hjortshøj                                                 | 2      | 5, 32                                               | Selvlært kirurg, habil petanque-kommentator og formand for Dansk Bøsse- og Madvareforbrug. Bærer en rislampeskærm som turban og har en gaffel i brystelommen. Han er gæst i forbindelse med "Temalørdag på DR2 - Nu om onsdagen!", der denne gang handler om forbrugerservice. Her forklarer han blandt andet at Kristeligt Dagblad ikke længere er vandtæt, og at mange kristne er "godt sure" over dette, da de ikke længere kan dykke med avisen. Kiwistone har desuden været udsat for en frygtelig jolleulykke ud for Tappernøje, på vej til en forbrugermesse. Han viser også, hvordan vha. en vinballon undgår, at Robinson-holdet går i opløsning. |
| Kenzo-kuppen                            | Casper Christensen, Frank Hvam, Lars Hjortshøj og Lasse Rimmer | 2      | 14, 51                                              | Dansetrup. Optræder først med krybbespillet Æggene og opstandelsen og senere med nummeret Hi-tech Gakov. |
| Kévin                                   | Lars Hjortshøj                                                 | 1      | 51                                                  | Mandschauvinist. |
| Kim Bellamonte                          | Frank Hvam                                                     | 1      | 50                                                  | |
| Kjukke Mimergolf                        | Lasse Rimmer                                                   | 1      | 57                                                  | Homo sapiens. Fortæller om sit forhold til en vinbjergsnegl. |
| Kilimanjaro Jepsen                      | Lasse Rimmer                                                   | 1      | 59                                                  | Optræder med sine "happy lammekøller." |
| Kiss Sleipner                           | Lars Hjortshøj                                                 | 1      | 30                                                  | Sejlsportstalent og 7 år gammel. |
| Klaus                                   | Anders Matthesen                                               | 1      | 53                                                  | Fra Bomb Squad. |
| Klaus Cardigan                          | Frank Hvam                                                     | 1      | 47                                                  | En fredens mand. |
| Klovnen Lilian                          | Frank Hvam                                                     | 1      | 3                                                   | Optræder i talentkonkurrencen med sit show Limelight. |
| Kresten Pikhår                          | Frank Hvam                                                     | 2      | 19, 20                                              | Seksualvejleder. |
| Krøsus Palnatoke                        | Lasse Rimmer                                                   | 2      | 19, 30                                              | Ensom. |
| Kurt Thyboe & Kurt Thyboe               | Casper Christensen, Frank Hvam og Lasse Rimmer                 | 3      | 28, 30, 40                                          | Sportskommentatorer. |
| Kål Frederik & Lars Tærskeværk          | Frank Hvam og Anders Matthesen                                 | 1      | 44                                                  | Folkedansere fra Dansk Folkedans Union. Er hinandens umiddelbare modsætninger -- den ene kan ikke stå stille -- den anden knap nok holde sig vågen. De fremviser traditionelle danse, som "Dan Rachlins tur til bageren" og "Sextur til Pattaya". |
| Lars Krimi                              | Frank Hvam                                                     | 5      | 9, 12, 19, 33, 47                                   | Selvkritisk mimer. Har væltet højskoler med sin lydløse performance, men forlader hver gang opgivende studiet, uden at kunne præstere sit fulde repertoire. |
| Lars Pejsekammer                        | Frank Hvam                                                     | 1      | 10                                                  | Har i sinde at løbe New York Marathon, mens han "kvæler en kattemis med de bare hænder". |
| Larsen                                  | Lars Hjortshøj                                                 | 1      | 30                                                  | Figur i Huset på Christianshavn. |
| Laughing Eagle                          | Lars Hjortshøj                                                 | 3      | 2, 4, 35                                            | Den næstsidste mohikaner. I første omgang er Laughing Eagle inviteret ind for at tale om, hvorfor indianerne er ved at uddø, men interviewet tager en uventet drejning. Det ender med at Casper beskylder Laughing Eagle for værnemageri og sender Laughing Eagle ud af studiet. Til det andet interview vil Casper gerne give Laughing Eagle en chance til men ender igen med at se sig sur på Laughing Eagle og beskylder ham nu for at sympatisere med Japanerne under 2. verdenskrig. Den tredje gang Laughing Eagle er i studiet er det sammen med Wesley Snipes, hvor de skal tale om diskriminering. Også denne gang bliver Casper gal på Laughing Eagle og beskylder nu indianerne for ikke at hjælpe passagerne på Titanic. |
| Laust Willo Willo                       | Lars Hjortshøj                                                 | 3      | 23, 31, 42                                          | Danser. |
| Lennart Berthelsen                      | Lars Hjortshøj                                                 | 2      | 19, 41                                              | Verdens ældste jomfru. Det benægter han dog selv. |
| Lennart Rousseau                        | Frank Hvam                                                     | 1      | 33                                                  | Ordblind arkivar og opfinder af "morgenmadsmappen", der udgøres af et ringbind, hvori Rousseau har indsat en morgenkomplet, men alfabetiseret "croissant" under Q og #corn flakes# under K. |
| Lil-Babs                                | Lasse Rimmer                                                   | 1      | 34                                                  | Tiggermunk. |
| Liller Dræsine Peepee                   | Lars Hjortshøj                                                 | 1      | 21                                                  | I stand til at få en dåse med mintgele til at lette blot ved dans og lydeffekter. Optræder med det forrygende æggende nummer After Eight. |
| Lintz Calvin Ankerby                    | Lars Hjortshøj                                                 | 1      | 63                                                  | Luft- og portrætfotograf. |
| London-Lars                             | Lasse Rimmer                                                   | 1      | 52                                                  | Forlanger at man siger undskyld til pølsen. |
| Lonnie Pandra                           | Lasse Rimmer                                                   | 1      | 52                                                  | Meningsmåler fra Gallup. |
| Louis the Liver                         | Anders Matthesen                                               | 1      | 30                                                  | |
| Lucy                                    | Iben Sol Mauritson                                             | 1      | 11                                                  | Ringer ind med et spørgsmål til Det Okkulte Hjørne. |
| Lukas Pensacola                         | Lasse Rimmer                                                   | 1      | 50                                                  | |
| Lusty Dave                              | Frank Hvam                                                     | 1      | 59                                                  | Forsøger at lægge verdens største kabale. |
| Lydius Tati                             | Lasse Rimmer                                                   | 1      | 56                                                  | Nødhjælpsarbejder. |
| Lydolf Milt                             | Lasse Rimmer                                                   | 1      | 58                                                  | Forsker i nye stjernekonstallationer. |
| Mathieu                                 | Lars Hjortshøj                                                 | 1      | 65                                                  | Producer på programmet. |
| Mad Asta                                | Frank Hvam                                                     | 1      | 62                                                  | Mand, der altid fejler. Casper forsøger at opmuntre Asta med det faktum at han i det mindste er mødt rettidigt til dagens program, hvortil Asta svarer med dirrende stemme: "Jeg har siddet her i 62 programmer!" |
| Mand fra Venezuela                      | Freulein                                                       | 2      | 20, 26                                              | Mand fra Venezuela der spiser af Caspers brødstok |
| Mandrillen                              | Lasse Rimmer                                                   | 15     | 1-15                                                | Figuren, der har lagt navn til programmet. |
| Mandy Krus                              | Lars Hjortshøj                                                 | 1      | 56                                                  | Dukketeaterentusiast med uforklarlig stor kærlighed til kagecreme. |
| Marius Caracas                          | Lasse Rimmer                                                   | 1      | 53                                                  | Superracist. |
| Mario Rawanda                           | Lars Hjortshøj                                                 | 1      | 45                                                  | Stenrig patenttager med kraftige tics. Han er blevet rig, fordi han har taget patent på forskellige ting, bl.a. ild, kogt vand og lys. Casper bliver vred på Mario over, at man skal betale for at have lys tændt, for at få varmet sine hænder og for at drikke en kop varm kakao. Casper siger derfor, at han vil slukke alt lys og sidde i sin egen lille luftlomme uden at drikke eller trække vejret, så han ikke skal betale afgifter. Mario fortæller dog at dette ikke kan lade sig gøre, da han også har patent på lommer. |
| Massimo Blanco                          | Lasse Rimmer                                                   | 1      | 3                                                   | Reb-artist. |
| Maximillian Syfax                       | Lars Hjortshøj                                                 | 7      | 38-40, 44, 45, 47, 48                               | Brugtshowsforhandler. Syfax optrådte hen imod slutningen af 1. sæson, og han ville købe det studie Casper lavede optagelserne i, og derefter lave et nyt program, Skumsprøjt i søstjernen, beskrevet af Syfax som "et erotisk sejlsportsmagasin". Syfax var en rolle som blev introduceret for at imødegå den mulighed, at DR2 ikke ville forlænge Casper & Mandrilaftalen med yderligere en sæson. DR2 valgte i sidste ende at forlænge med yderligere en sæson. Det blev i programmet forklaret ved, at figuren Bjarne Goldbæk blev solgt til FCK, holdet som virkelighedens Bjarne Goldbæk i en del sæsoner spillede for, hvorefter Casper brugte salgssummen til at købe sig fri af sine økonomiske problemer. |
| McGregor Möwenglut                      | Lars Hjortshøj                                                 | 2      | 30, 46                                              | Månedens medarbejder med et uudtaleligt fornavn -- samt programmets faste frottédekoratør, som modtager den ærefulde titel for sit arbejde med dette materiale. Möwenglut har dog ikke lavet frottémodellen af Lohals, men har bestemt fortjent Mandrilplatten. Casper bliver dog hen mod slutningen af interviewet gal på Möwenglut, da denne uforvarende udtværer mandrilplattens med tus påtegnede ansigt. |
| Melissa                                 | Lars Hjortshøj                                                 | 2      | 25, 62                                              | Børnepasser og mærkesnob. |
| Mentos Thorsen                          | Lasse Rimmer                                                   | 1      | 30                                                  | Lynsnar. |
| Mester Thor                             | Lasse Rimmer                                                   | 1      | 15                                                  | Imitator. |
| Meyer                                   | Lasse Rimmer og Sebastian Dorset                               | 8      | 27 (Dorset), 28-34 (Rimmer)                         | Figur i Huset på Christianshavn. |
| Mogens Tube                             | Frank Hvam                                                     | 1      | 57                                                  | Pælesidder. |
| Mogens Volvo                            | Lars Hjortshøj                                                 | 1      | 22                                                  | Bruger af pendul-hårtørreren. Optræder i en reklame for samme produkt. |
| Molle Bedstefik                         | Lars Hjortshøj                                                 | 1      | 58                                                  | Videnskabsmand. |
| Mona Brandy                             | Lasse Rimmer                                                   | 1      | 66                                                  | Overordentligt overtroisk. |
| Morten Frost                            | Anders Matthesen                                               | 1      | 60                                                  | Badmintonspiller. |
| Mørke Ruddin                            | Frank Hvam                                                     | 1      | 63                                                  | Lider af lysoverfølsomhed. |
| Nadja                                   | Lars Hjortshøj                                                 | 1      | 66                                                  | |
| Newton Dynamose                         | Lars Hjortshøj                                                 | 1      | 31                                                  | Ekspert i bogmærker. Han skulle eftersigende være en parodi på Niels Boch, som underviser på Marselisborg Gymnasium.[kilde mangler] Tore L. Hanhøj har også samme tics med at gentage "shh" konsekvent mens andre taler og ind mellem egne sætninger. Niels Boch har også lagt navn til Niels Buckingham i Langt fra Las Vegas.[kilde mangler] |
| Niels Esp                               | Frank Hvam                                                     | 1      | 7                                                   | Stor fan af programmet, der har brugt 6-7 år på at bage en kage til værtsfiguren Casper som tak for udsendelserne. Blandt ingredienserne i kagen er bl.a. medlemmerne fra Kaos Krew, grisekød, rochefort og krymmel. |
| Niller Sass Ungdom                      | Lasse Rimmer                                                   | 1      | 38                                                  | Har lavet Nillers Plejehjem, som er et omrejsende plejehjem, som tager ud til byfester og karneval og lægger en dæmper på stemningen. |
| Nonnie                                  | Lasse Rimmer                                                   | 3      | 63-65                                               | |
| Norm                                    | Anders Matthesen                                               | 1      | 53                                                  | Norms hænder er blevet til hollandske træsko efter en gyserfilm, der omhandler flotte hænder, hvilket Casper morer sig meget med. Sketchen er også en af de eneste hvor Casper driller gæsten med hans problem. |
| Olav Wretborn                           | Frank Hvam                                                     | 1      | 13                                                  | Optræder med et dejligt stykke musik spillet på glas. |
| Olrik Nælde                             | Lars Hjortshøj                                                 | 1      | 57                                                  | Verdens stærkeste klovn. Kalder sig selv Den lille clown. |
| Olsen                                   | Casper Christensen                                             | 8      | 27-34                                               | Figur i Huset på Christianshavn. |
| Otis Mallebrok                          | Lars Hjortshøj                                                 | 1      | 18                                                  | Temperaturforsker og Jes Dorph-Petersens læge. Mallebrok har de sidste 14 år foretaget temperaturmålinger på Jes dagligt klokken 17:46 og har kunnet konstatere, at han har en højere kropstemperatur end normalt, nemlig 80 °C. Temperaturmålingen måles ved at føre et orangaderør op i rektum på Jes og der er, ifølge Mallebrok, al grund til bekymring, især hvis man arbejder på TV2 på Kvægtorvet i Odense. Af andre patienter ramt af for høj kropstemperatur, kan Ulla Terkelsen nævnes, da hun i forbindelse med sit korrespondentarbejde rejser med frotté. Dette skaber så høj en friktion at Ulla er glohed. Jes Dorph-Petersens høje kropstemperatur skyldes, ifølge Otis Mallebrok, et alt for højt indtag af hveder og hans temperatur har i værste fald været oppe på 89 °C. |
| Otis Rose                               | Frank Hvam                                                     | 1      | 52                                                  | Jurist med et motto. |
| Otto Leisner                            | Lasse Rimmer                                                   | 1      | 41                                                  | |
| Papa Bues Viking Jazzband               | Frank Hvam, Lars Hjortshøj og Lasse Rimmer                     | 1      | 58                                                  | Jazz band der spiller mens ilten langsomt suges ud af rummet |
| Papa Rhodos                             | Lars Hjortshøj                                                 | 1      | 39                                                  | Klunkespiller. Optræder med percussion-nummeret Ocean View. |
| Pelle Klumpfeber                        | Lasse Rimmer                                                   | 6      | 21, 24, 28, 43, 48, 67                              | Regelbesat budbringer. Fremviser ofte ting han har lavet, herunder 'Regler til kinamanden' eller en liste med 'Janteloven møder de ti bud'. Han tager desuden ud på en ekspedition sammen med Gentleman Finn og Broder Salsa til Kina. Han har catchphrasen "Kan du så forstå det Marianne!" |
| Pelle Stærkhylster og Elvira Bo         | Frank Hvam og Lasse Rimmer                                     | 1      | 10                                                  | Stærkhylster og Bo er i studiet for at tale om fertilitetsbehandling i Niedersachen, da de ikke kan få ørn. |
| Per de Burg                             | Frank Hvam                                                     | 1      | 16                                                  | Lider af mangel på tidsfornemmelse. Han påstår blandt andet, at han har ristet brød i 32 år. Heldigvis havde børdet kun fået lige tilpas, og det var faktisk lækkert. Sketchen ender med, at Per De Burg bliver fornærmet da interviewet er færdigt. Han er utilfreds med kun at blive interviewet i 3 sekunder, når det har taget ham 40 år i taxa at komme ind til studiet. |
| Pete, Poul og Mary                      | Frank Hvam, Lars Hjortshøj og Lasse Rimmer                     | 1      | 62                                                  | De tre læger, der hjalp ved værtsfiguren Caspers hustrus fødsel. |
| Peter Schmeichel                        | Lars Hjortshøj                                                 | 5      | 42-44, 46, 48                                       | Han har altid en ketcher med og siger hver gang at taktikken er at de går ind på banen og råber helt vildt. Til sidst indrømmer han at han ikke er Peter Schmeichel alligevel, hvorefter Casper ønsker ham en god kamp alligevel. |
| Peter Winsey                            | Frank Hvam                                                     | 1      | 49                                                  | Kronisk klakør; klapper af alt og alle, også selvom hans hænder bløder som følge deraf. |
| Phil Rubberband                         | Lars Hjortshøj                                                 | 1      | 65                                                  | Vinder af kategorien Bedste peanut-jonglering ved MTV Awards. |
| Plasma Amelung                          | Lars Hjortshøj                                                 | 5      | 37, 40, 43, 44, 46                                  | Homomaskine-opfinder, politisk kommentator og religiøs fanatiker. Samtalen mellem Casper og Amelung i homomaskine-sketchen fra afsnit 46 blev kåret som Ugens samtale af tv-anmelder Henrik Palle.[kilde mangler] |
| Post & Post                             | Lars Hjortshøj og Lasse Rimmer                                 | 4      | 36-39                                               | Lumre postbode. |
| Poul Hulahus                            | Lasse Rimmer                                                   | 1      | 33                                                  | Trafikforsker. |
| Poul Reichhardt                         | Frank Hvam                                                     | 1      | 24                                                  | Syvmilevandrer. |
| Preben Hmfff                            | Frank Hvam                                                     | 1      | 22                                                  | Ejer Danmarks største samling af plastdyr. |
| Rami & Edvard                           | Frank Hvam og Lasse Rimmer                                     | 1      | 42                                                  | To artister, der i mange år studeret japansk forsvarsfilosofi. Duoen optræder med kropsshowet Den sande historie om Arhu. |
| Regil & Sydorf                          | Lars Hjortshøj og Lasse Rimmer                                 | 1      | 63                                                  | Kropsekvilibrister. Optræder med nummeret Moppedansen. |
| Rektum                                  | Lasse Rimmer                                                   | 1      | 63                                                  | |
| Renafo Offset                           | Frank Hvam                                                     | 1      | 65                                                  | Brandvarm fornyer af det moderne teater. |
| Rene d'Seance                           | Frank Hvam                                                     | 1      | 13                                                  | Verdens mægtigste mand. |
| Rico                                    | Uffe Holm                                                      | 1      | 45                                                  | Cowboyder. |
| Rod Stewart                             | Lars Hjortshøj                                                 | 1      | 45                                                  | |
| Roar og Jes                             | Frank Hvam og Lasse Rimmer                                     | 2      | 20, 37                                              | Tore Ellen Hanhøjs to hjælpere. |
| Rueben Skimmel Paradesh                 | Lars Hjortshøj                                                 | 1      | 34                                                  | Producer og hjernen bag Safir & Granat. |
| Rulle og Cromwell                       | Frank Hvam og Lars Hjortshøj                                   | 2      | 63, 67                                              | Brødre og jægere. Går på andejagt med en atomaccelerator der har kostet én milliard. Den har dog snart tjent sig selv ind, mener de selv. Ved tilberedning af Anden, turbuleres denne i et bildæk, for at skabe en meget forvirret and, og for at forvirringen kan trække ud i kødet. Derefter dupper Cromwell den med en hårtørrer, i den tid det tager Rulle at køre fra København til Flensborg. |
| Rusty Mandolini                         | Frank Hvam                                                     | 1      | 54                                                  | En homoseksuel krigsveteran fra Den Spanske Borgerkrig og pacifist. Casper spørger til krigens rædsler, men Rusty er overbevist om, at det var de homoseksuelle, og særligt ham selv, som havde det værst under krigen. Han beretter, at det, under krigen, var ganske umuligt at skaffe Dax Wax og andre hårplejeprodukter, at han aldrig sov mere end 5-6 timer om natten og at han var frygteligt stresset pga. at han bl.a. tabte curlere i mudderet. Casper forstår ikke at Rusty forkuserer så meget på sig selv i stedet for at se krigens lidelser i det store hele, men Rusty begrunder det med at Casper ikke forstår ham, fordi Casper er så "ung og heteroseksuel". Rusty begrunder endvidere sine lidelser i at "der var negle der knækkede, der var homo-kærester der deserterede" og at han var en af de få som blev tisset i hovedet af Ernest Hemingway. |
| Safir & Granat                          | Frank Hvam og Lasse Rimmer                                     | 1      | 34                                                  | Drenge danceband. |
| Sailor                                  | Lasse Rimmer                                                   | 1      | 46                                                  | Verdens smukkeste mand. |
| Saltefanden                             | Lars Hjortshøj                                                 | 1      | 36                                                  | Salter ældre menneskers sovs mens de sover. Casper vil en overgang gerne hjælpe Saltefanden, men Saltefandens forslag om at Casper skulle gifte sig med 900 salte kvinder og give Saltefanden pengene, ansporer Casper om at der nok er noget galt. Helt galt bliver det ved forslaget om at Casper skal salte folk ombord på fly, og ganske afvisende bliver Casper når Saltefandne vil have ham til at modatge sit nye navn "Dagens Donna", hvilket trods alt var for underligt. (End da for Casper, som har slået en Los ihjel med et sværd fordi den kørte hans bus). |
| Satan                                   | Frank Hvam                                                     | 1      | 50                                                  | Satan selv. Casper får lyst til at takke den person, der har givet ham succes, guld og rigdom -- så han inviterer Satan i studiet. Det viser sig at Casper har fået sin succes ved at give det første der løb ham i møde, da han kom hjem, til Satan. Det første han mødte var en polohest. "...en meget gammel og ækel polohest!" -- og derfor forlanger Satan nu yderligere betaling for sit arbejde. Det ender med at Casper og Satan afgør det i en heftig violin-battle, hvor de jammer over 'The Devil Went Down To Georgia' af The Charlie Daniel Band, hvor Casper vinder stort. |
| Satire John                             | Frank Hvam                                                     | 2      | 62, 65                                              | Satiriker. Inspirationen til Satire John kom fra Hvams antipati for det, han kalder "rygmarvssatire". Ifølge Hvam er rygmarvssatire den form for humor, der får publikum til at læne sig behageligt tilbage og tænke: "Jamen I har jo ret!": "Korrekte holdninger fører ikke til noget, vi ikke ved i forvejen. Vi kan ikke lide nazister, men hvad nyt er der i det? Den form for dinosauersatire ser vi alt for tit på dansk tv." |
| Scottie                                 | Lars Hjortshøj                                                 | 1      | 66                                                  | Scottie arbejder i nabostudiet, hvor han er vært på programmet Føn Heaven. Her tørrer han hår på de kendte, bl.a. Lene Espersen, som fik ordnet sit hår med en høvl. |
| Skafte Sergio Münster                   | Lars Hjortshøj                                                 | 1      | 29                                                  | Dygtig med sin krop. Hans varmærke er at holde ting med hagen. Har optrådt ved et stort Åbent hus-arrangement på Nationalmuseet. |
| Siam                                    | Lasse Rimmer                                                   | 2      | 60, 62                                              | Tekniker på programmet. |
| Sidney Kreutzfeldt                      | Frank Hvam                                                     | 4      | 14, 20, 27, 32                                      | Fantasiens mester. Viser Casper hvordan man laver impro-teater, hvor han "kiiiigger på blomsterne". |
| Silas Gnom                              | Lasse Rimmer                                                   | 4      | 16, 20, 23, 39                                      | Programmets hustegner. Gnom er blevet kendt for sine komiske striber om de to tændstiksmænd "Skam og Skule", og afslutter næsten altid striberne med sætningen: "Giv mig min sko tilbage, røv!" |
| Simba                                   | Casper Christensen                                             | 1      | 66                                                  | Simba medvirker i sketchen Guideskolen: Den Nye Generation og leverer citater som "permaprinter", "absolut halogen" og de legendariske "Dizzy Mizz Lizzy fun". Simba minder en del om Guideskolens Jimbo. |
| Simon Le Bon                            | Lars Hjortshøj                                                 | 1      | 50                                                  | |
| Siddhartha Colombus                     | John Cleese                                                    | 1      | 50                                                  | |
| Sixten Bo Maneater                      | Casper Christensen                                             | 1      | 6                                                   | Multikunstner. |
| Sixten Sparre                           | Frank Hvam                                                     | 1      | 51                                                  | Smaskforelsket kollektiv sølvske(-selv-)morder. Slog sin elskerinde ihjel som del af et kollektivt selvmord. Blev imidlertid meget træt af myderiet, og ganske for udmattet til at tage sig selv af dage efterfølgende. |
| Smokey Spartacus                        | Lars Hjortshøj                                                 | 3      | 2-4                                                 | Programmets orakel. Han svarer bl.a. på hvordan man transporterer druer og hvorfor cajun-mad er forbudt på havbunden. Han bor desuden i et lyserødt badekar. |
| Speedy Gregers                          | Lars Hjortshøj                                                 | 1      | 49                                                  | Nanny. |
| Spend Abazi                             | Lasse Rimmer                                                   | 1      | 28                                                  | Skyggebokser. |
| Steen Bostrup-flutene                   | Lars Hjortshøj og Lasse Rimmer                                 | 1      | 43                                                  | Flutes. |
| Stickan Plint Persson                   | Lasse Rimmer                                                   | 1      | 5                                                   | Stigan Plint Persson er svensker og formand for firmaet 'Clevin Postordre'. Han solgte engang et porno reliæf i 3D til Casper. Casper er dog ikke tilfreds med varen og inviterer derfor Stigan i studiet for at diskutere Stigans forretningsmetoder. |
| Storbybasserne                          | Casper Christensen, Frank Hvam, Lars Hjortshøj og Lasse Rimmer | 4      | 49, 50, 51, 52                                      | Soldaterne Fjotte, Kok, Løjtnant Pjock og Unavngiven soldat fra serien . |
| Sune                                    | Lasse Rimmer                                                   | 1      | 62                                                  | En af værtsfiguren Caspers gamle skolekammerater. |
| Susse Wold                              | Susse Wold                                                     | 19     | 49-67                                               | Den altoverskyggende hovedrolle i føljetonen Skøjtearven. |
| Svenne O'Lotta                          | Lasse Rimmer                                                   | 9      | 1, 4, 7, 10, 13, 16, 19, 22, 48                     | Rekordmager og danskvandselsker. Forsøger at slå talrige rekorder men gennemfører ingen af dem. Kan i en svæver vending drikke tonic. |
| Sylik Mettesen                          | Frank Hvam                                                     | 1      | 64                                                  | Sprogforsker. |
| Sølver Austin                           | Jan Gintberg                                                   | 1      | 35                                                  | Foredragsholder om racisme hen over Biker-Jens' krop. |
| Tage Nallan og Kjeld                    | Lars Hjortshøj og Jan Gintberg                                 | 1      | 54                                                  | Den spanienskyndige Tage Nallan og den mentalt ustabile Kjeld. |
| Tanja                                   | Lars Hjortshøj                                                 | 2      | 57, 60                                              | Gør-det-selv-mand. Første gang, han optræder i Mandrilaftalen, ser man, at han har ankler af porrer, og anden gang han optræder, er de lavet af majskolber. |
| Tarp-ekspeditionen                      | Frank Hvam, Lars Hjortshøj, Lasse Rimmer og Mick Øgendahl      | 2      | 53, 56                                              | Meget formælte opdagelsesrejsende. Forsøgte for år tilbage at bevise, at Lotte Tarp er landfast med Cypern, deraf navnet. Har nu forsøgt at tilbagelægge den selvsamme rute i Indien, som Gandhi gik. Dog denne gang med en kælk, men de måtte opgivende vende hjem igen, da de havde glemt kælken. |
| Teatergruppe fra Odense                 | Frank Hvam, Lars Hjortshøj og Lasse Rimmer                     | 1      | 42                                                  | Teatergruppe bestående af tre medlemmer med hold i nakken. I et forsøg på at bevise, at man sagtens kan lave teater med hold i nakken, har de slået sig sammen for at opføre teaterstykket Olsen-banden på panodil. |
| Terkel                                  | Lasse Rimmer                                                   | 1      | 66                                                  | |
| Terkel Algevind                         | Anders Matthesen                                               | 1      | 60                                                  | Tidligere voldsmand, der er frossen fra navlen og ned, eftersom han er blevet dømt til at sidde i en kummefryser resten af sit liv. |
| Terkel Pappadums Bhopal                 | Lasse Rimmer                                                   | 1      | 32                                                  | Revydirektør. |
| Theiss Günther Harboe                   | Lars Hjortshøj                                                 | 1      | 36                                                  | Filmanmelder. Tildeler hverken bowlerhatte eller stjerner, men op til 9 000 birkes. |
| Thomas Kammeruhrdistrikt                | Lars Hjortshøj                                                 | 1      | 24                                                  | Bogstempler. |
| Thor Ralle                              | Frank Hvam                                                     | 1      | 15                                                  | Tekniker på programmet. De døde taler gennem ham. |
| Thøger Messias Vorte                    | Lasse Rimmer                                                   | 1      | 25                                                  | Selvforsynende. |
| Tim Stanniole                           | Lasse Rimmer                                                   | 1      | 8                                                   | Handicappet; stum og lam. |
| Tiramisu Sommerset & Ven                | Frank Hvam og Lars Hjortshøj                                   | 1      | 42                                                  | Kropsekspert med assistent. |
| Tissmageren                             | Frank Hvam                                                     | 2      | 59, 60                                              | Smager på tis i programmet Tissmagning. Han bliver undervejs i smagningen chokeret over, at tis og urin er det samme. |
| Tjalfe Summersun                        | Lars Hjortshøj                                                 | 1      | 63                                                  | Uhygiejnisk bagersvend og hospitalsarbejder. |
| Tom Knickers                            | Anders Matthesen                                               | 1      | 60                                                  | Idrætsforsker. |
| Tommy Dvælsmark                         | Anders Lund Madsen                                             | 1      | 59                                                  | Opfinder, der aldrig farer vild. |
| Tonny Subaru                            | Frank Hvam                                                     | 1      | 21                                                  | I stand til at levere fremragende scorereplikker. Suparuhs motto er "Opmærksomhed, opmærksomhed, opmærksomhed, opmærksomhed." |
| Tony Curtis                             | Lars Hjortshøj                                                 | 2      | 23, 25                                              | Sidsteelsker. |
| Torben                                  | Frank Hvam                                                     | 6      | 54-59                                               | |
| Tore Ellen Hanhøj                       | Lars Hjortshøj                                                 | 4      | 20, 25, 26, 37                                      | Sportsmunk. Viser Casper hvordan man hepper på sportsstjerner, samt hvordan brydning intet har med sex at gøre. Dette gør han med hans sportselever Roar og Jes. Han er nok mest kendt for at han ubevist tysser på folk, selv når han selv snakker. |
| Torsten                                 | Casper Christensen                                             | 3      | 63-65                                               | |
| Trommedanser                            | Casper Christensen                                             | 1      | 11                                                  | Laver en udtømningsdans. |
| Tronhjem                                | Lars Hjortshøj                                                 | 1      | 67                                                  | Anonym. |
| Tue Olivier                             | Lasse Rimmer                                                   | 1      | 51                                                  | Fodboldgal. |
| Tut van der Elsevier                    | Lars Hjortshøj                                                 | 1      | 41                                                  | Egyptisk tusindkunstner. Optræder med nummeret Soft Silk Dance. |
| Udo Kielpassa                           | Lasse Rimmer                                                   | 1      | 47                                                  | Aparte krop. |
| Ulson Kahlbøgen                         | Thomas Milton                                                  | 1      | 47                                                  | Den kunstner i verden, der kan mindst. |
| Urban Skurk                             | Lasse Rimmer                                                   | 1      | 55                                                  | Eventmager. |
| Vagn Jay-jay                            | Lasse Rimmer                                                   | 1      | 14                                                  | Caspers gamle klasselærer. |
| Vagtmesteren                            | Casper Christensen                                             | 1      | 9                                                   | Balance-fænomen. |
| Vandrende pind                          | Lasse Rimmer                                                   | 1      | 9                                                   | Europas sidste vandrende pind. |
| Verner Lohals                           | Frank Hvam                                                     | 1      | 12                                                  | Specialist i at holde dyr i live. Han har genoplivet sine dyr, Jungle-Ras og Peder Dingo, flere gange. |
| Vienna                                  | Lasse Rimmer                                                   | 1      | 63                                                  | Akustiker. |
| Vildere klovn!                          | Lasse Rimmer                                                   | 1      | 11, 16 (klip fra Afsnit 11)                         | |
| Virtus Bjældeklemme                     | Lasse Rimmer                                                   | 1      | 18                                                  | Møbelbryder. |
| Voksen-Lars & Snøflen                   | Casper Christensen og Lars Hjortshøj                           | 1      | 48                                                  | Studieværter fra 1970'erne. |
| Vuelta con carne                        | Frank Hvam og Lasse Rimmer                                     | 1      | 54                                                  | Dansetrup, der optræder med "Jeg skal skide en kande sangria"-dansen. |
| Wandy Thyskæg                           | Frank Hvam                                                     | 2      | 61, 62                                              | Pestpatient med stærk dialekt og armene over hovedet, da det er dér pesten sidder og trækker. Er utilfreds med sundhedssystemets indsats i forbindelse med hans behandling, da; "...man har fået en pille... kun!" |
| Wesley Snipes                           | Lasse Rimmer                                                   | 6      | 13, 26, 31, 35, 42, 47                              | Han er bl.a. inde for at fortælle som sin rolle i "Blade", eller på dansk "Negervampyren". Han er helt vild med Rene Dif, som han siger er skide sød og rig. Han underviser young black educated people fra community college i at de skal skyde lerduer, fordi Rene Dif er bange for dem. Han ejer en husbåd men planlægger at indtægten fra "Negervampyren" skal bruges på endnu en husbåd, så han kan hoppe fra husbåd til husbåd. |
| Wilfred Baale                           | Frank Hvam                                                     | 1      | 49                                                  | Masai. |
| Yannik Noah                             | Nordine Amraoui                                                | 4      | 22-25                                               | |
| Yussuf Åbenhat                          | Lasse Rimmer                                                   | 2      | 45, 62                                              | Valgobservatør og ham med rulletekst-båndet. |
| Yngre Malmsteen                         | Lasse Rimmer                                                   | 1      | 59                                                  | Utilfreds seer. |
| Ånden i vasken                          | Lars Hjortshøj og Iben Sol Mauritson                           | 2      | 6, 7                                                | Ånden i vasken har 1100 stykker krymmel med smag. Viser sig senere at være Smokey Spartacus. |

## Unavngivne figurer fraCasper & Mandrilaftalen
Liste over synlige eller hørbare figurer, der ikke kaldes ved navn eller kunstnernavn.
| Navn                            | Spillet af         | Afsnit | Afsnit | Beskrivelse                                                        |
| Navn                            | Spillet af         | Antal  | Numre  | Beskrivelse                                                        |
| ------------------------------- | ------------------ | ------ | ------ | ------------------------------------------------------------------ |
| Den forkerte Casper Christensen | Frank Hvam         | 1      | 7      |                                                                    |
| Far                             | Lasse Rimmer       | 1      | 61     | Caspers far.                                                       |
| Lugtealf                        | Anders Lund Madsen | 1      | 59     |                                                                    |
| Postmand                        | Lasse Rimmer       | 1      | 26     | Postbud.                                                           |
| Tolk                            | Lasse Rimmer       | 3      | 11-13  | Tolk for døve og folk med signalflag.                              |
| Trofast seer                    | Lars Hjortshøj     | 1      | 48     | Har siddet i studiet og set samtlige udsendelser i første sæson.   |
| Årgangsdreng                    | Frank Hvam         | 1      | 63     | 1980'er-dreng. En god årgang grundet regnen og Wham!-udgivelserne. |

## Figurer fraCasper & Drengene fra Brasilien
Casper & Drengene fra Brasilien er titlen på en satirisk julekalender, der af Metronome Productions og holdet fra Mandrilaftalen blev produceret til hjemmesiden Gubi på en halvanden dag i november 1999. Julekalenderen er aldrig blevet vist på tv, men optræder som ekstramateriale på den første af i de tre oprindelige DVD-udgivelser af Casper & Mandrilaftalen.
| Navn                | Spillet af         | Afsnit | Afsnit     | Beskrivelse   |
| Navn                | Spillet af         | Antal  | Numre      | Beskrivelse   |
| ------------------- | ------------------ | ------ | ---------- | ------------- |
| Asger Debono        | Lars Hjortshøj     | 2      | 1, 3       |               |
| Bense Kodemark      | Lars Hjortshøj     | 1      | 26         |               |
| Casper              | Casper Christensen | 26     | 1-26       | Værtsfiguren. |
| Cosy Joe            | Lasse Rimmer       | 1      | 6          |               |
| Dobey Slinger       | Frank Hvam         | 1      | 7          |               |
| Drøbel Ingelund     | Frank Hvam         | 1      | 26         |               |
| Englen Fergie       | Frank Hvam         | 1      | 24         |               |
| Fiffer Dublé        | Lasse Rimmer       | 1      | 26         |               |
| Herbert Røffel      | Frank Hvam         | 1      | 18         |               |
| Hr. Vællemand       | Frank Hvam         | 1      | 5          |               |
| James Price         | Lasse Rimmer       | 1      | 17         |               |
| Jar-Jar Jubelin     | Lasse Rimmer       | 1      | 4          |               |
| Julien Tisson       | Frank Hvam         | 3      | 11, 14, 16 |               |
| Jørgen Ingemann     | Frank Hvam         | 1      | 2          |               |
| Miffer Hansepajuk   | Lars Hjortshøj     | 1      | 15         |               |
| Rumbukken Fy-fy     | Lasse Rimmer       | 1      | 25         |               |
| Stofa Donnington    | Lasse Rimmer       | 2      | 10, 12     |               |
| Thor Vidar Rynkemås | Lars Hjortshøj     | 2      | 8, 9       |               |
| Timothy Birtebæk    | Lars Hjortshøj     | 1      | 13         |               |

## Figurer fraFisso
| Navn                    | Spillet af                     | Beskrivelse                                                                                         |
| ----------------------- | ------------------------------ | --------------------------------------------------------------------------------------------------- |
| Bianca Landsvig         | Lars Hjortshøj                 | Tusindkunstner.                                                                                     |
| Casper                  | Casper Christensen             | Vært.                                                                                               |
| Jarl Friis-Mikkelsen    | Frank Hvam                     | På pikken.                                                                                          |
| Meppe Flagstad og Clive | Lasse Rimmer og Lars Hjortshøj | Fashionguruen Meppe Flagstad (Rimmer) giver vennen Clive/Clark/Cliff/Clirf (Hjortshøj) en makeover. |
| Poul Panasonic          | Frank Hvam                     | Kan orientere sig kun ved hjælp af tungen.                                                          |
| Stetson Taurus          | Lasse Rimmer                   | Snitter, gigolo og avisbud for Pretty Maids                                                         |

## Figurer fraZulu Royal
Zulu Royal var et tv-program, der blev sendt på TV 2 Zulu tre gange mellem 2003 og 2006.
Udsendelserne blev produceret i anledning af store royale begivenheder i Det danske kongehus og blev præsenteret af holdet bag Casper & Mandrilaftalen, der kommenterede begivenhederne og lavede diverse sketches undervejs.
Diverse figurer fra Casper & Mandrilaftalen havde mindre roller i udsendelserne, herunder Bjarne Goldbæk og Rulle og Cromwell. Derudover så en række nye figurer dagens lys, såsom Futte Tigris og Bent-bent Banner.
| Navn                     | Spillet af                                     | Afsnit | Afsnit | Beskrivelse                                                                               |
| Navn                     | Spillet af                                     | Antal  | Numre  | Beskrivelse                                                                               |
| ------------------------ | ---------------------------------------------- | ------ | ------ | ----------------------------------------------------------------------------------------- |
| Aqua-Lene                | Jan Gintberg                                   | 1      | 3      |                                                                                           |
| Au Pair                  | Lars Hjortshøj                                 | 1      | 3      | Au Pair-pige.                                                                             |
| Bent-bent "Yogit" Banner | Lars Hjortshøj                                 | 1      | 3      | Designer.                                                                                 |
| Bitten & Trold           | Casper Christensen og Lars Hjortshøj           | 1      | 3      | Duoen fra Casper & Mandrilaftalen.                                                        |
| Bjarne Goldbæk           | Frank Hvam                                     | 1      | 2      | Figuren fra Casper & Mandrilaftalen.                                                      |
| Carl Mar Møller          | Casper Christensen                             | 1      | 3      |                                                                                           |
| Futte Tigris             | Frank Hvam                                     | 1      | 3      | Præst og kaptajn på Mols-Linien.                                                          |
| Jerk Nemlig              | Jan Gintberg                                   | 1      | 3      | Tv-reporter udstationeret i Hirtshals.                                                    |
| Kévin Tarzandottir       | Lars Hjortshøj                                 | 1      | 3      | En af kronprinsens gamle kammerater fra Frømandskorpset.                                  |
| Linie 3                  | Casper Christensen, Frank Hvam og Lasse Rimmer | 1      | 2      |                                                                                           |
| Mathæus Dillan Liemal    | Lars Hjortshøj                                 | 1      | 2      | Designer og tørrenser. Driver et renseri med sloganet "I får det tilbage, som da du kom". |
| Per fra Scotland Yard    | Frank Hvam                                     | 1      | 2      |                                                                                           |
| Rulle & Cromwell         | Frank Hvam og Lars Hjortshøj                   | 2      | ?, 3   | Brødrene fra Casper & Mandrilaftalen.                                                     |
| Skipper                  | Lars Hjortshøj                                 | 1      | 2      | Har fundet Kronprinsesse Marys venindebog.                                                |
| Snappy Joe               | Frank Hvam                                     | 1      | 3      | Entertainer.                                                                              |
| Tris                     | Frank Hvam                                     | 1      | 3      | Tis-kunstner fra Fyn.                                                                     |
| Sergei Lulupau           | Lars Hjortshøj                                 | 1      | 3      | Fødselshjælper fra Letland.                                                               |

## Figurer fraGodt nytår
| Navn                       | Spillet af                   | Beskrivelse                           |
| -------------------------- | ---------------------------- | ------------------------------------- |
| Bjarne Bronard og Erann KK | Frank Hvam og Lars Hjortshøj | Falckreddere.                         |
| Carsten                    | Lars Hjortshøj               | Specialist i rester.                  |
| Jørgen De Gevær            | Frank Hvam                   | Antropolog.                           |
| Regner og Birger           | Lars Hjortshøj og Frank Hvam | Teltholdere og forlystelseseksperter. |